# Roxobel (Karolina Północna)
Roxobel – miasto w Stanach Zjednoczonych, w stanie Karolina Północna, w hrabstwie Bertie.